# 竹圍海水浴場
竹圍海水浴場是日治時期創設的海水浴場，位於桃園郡大園庄，1927年6月創設，有自動車接駁。1937年設備有：休憩所、娛樂室、清洗場、賣店、臨海學校。